# 12866 Yanamadala
12866 Yanamadala eller 1998 KL65 är en asteroid i huvudbältet som upptäcktes den 22 maj 1998 av LINEAR i Socorro County, New Mexico. Den är uppkallad efter Vijay Yanamadala.
Asteroiden har en diameter på ungefär 3 kilometer och den tillhör asteroidgruppen Nysa.